# 大中臣能宣
大中臣能宣（日语：／ Ōnakatomi no Yoshinobu */?，921年—991年）是日本平安時代中期的貴族和歌人，官位是正四位下神祇大副，亦是三十六歌仙、《百人一首》歌人和梨壺五人之一，有約120首作品收錄於敕撰和歌集，大中臣氏出身，父親是同為三十六歌仙之一的從四位下神祇大副大中臣賴基，其子是中古三十六歌仙之一正三位神祇伯大中臣輔親，孫女則是中古三十六歌仙以及女房三十六歌仙之一的伊勢大輔。三立服部美術館館藏的其畫像《紙本著色三十六歌仙切》以及《紙本著色藤原能宣像》上疊本分別在1937年5月25日和1957年2月19日獲文化廳指定為重要文化財。

## 生平
- 《紙本着色三十六歌仙切》能宣
- 《紙本著色藤原能宣像》上疊本

天曆5年正月30日（951年3月10日），能宣在任職於藏人所後，就任為讚岐權掾。天德2年閏7月28日（958年9月14日），當時仍然是從六位下的他出任神祇少祐，其後先後升任為神祇大祐和神祇權少副。安和元年（968年）12月，他就任神祇少副。天祿元年（970年），他叙爵為從五位下，其後在天祿3年（972年）閏2月升任神祇大副，同年4月10日（5月25日）補任為祭主。天延2年11月25日（975年1月10日），由於他之前擔任朔旦冬至的祭主而獲擢升至從五位上。貞元2年（977年）8月，升正五位下（造宮間御祈功）。天元4年6月25日（981年7月28日），他奉命求雨，翌年11月18日（982年12月6日）內裏發生火災，翌日由他與賀茂禰宜負責祈禱。永觀元年4月27日（983年6月10日），他進行祈雨。永觀2年（984年），升從四位下（御即位祈祭主）。寬和元年11月20日（986年1月3日），擔任大嘗會祭主的他升從四位上，翌年再次因為擔任大嘗會祭主而升正四位下。正曆2年（991年）8月，能宣死去，享年71歲。

### 和歌

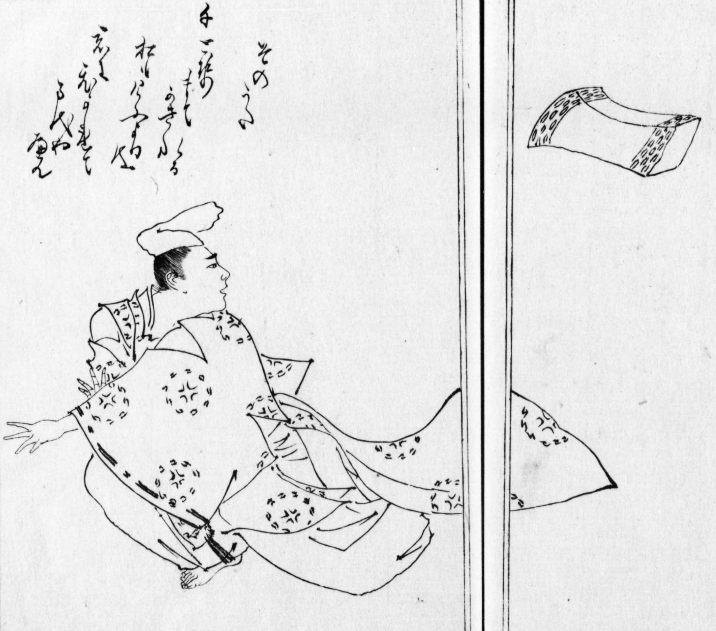
《前賢故實》中的大中臣能宣

能宣收錄於敕撰和歌集的和歌數目眾說紛紜，《日本古典文學大辭典》和《國史大辭典》記載為127首，《世界大百科事典》和《和歌大辭典》記載為125首，《日本大百科全書》記載為124首，其中59首收錄於《拾遺和歌集》。能宣屬於歌風精練的理論派，作品意向雖然有趣，但是稍欠情感，《八雲御抄》對於歌人世家出身的能宣和清原元輔則好評如潮，而以屏風歌等慶喜和歌的專責歌人來說，他與元輔並稱為雙壁。此外，他與平兼盛、源重之、源兼澄、曾禰好忠、惠慶法師、藤原仲文和藤原相如等人也關係良好。
天曆5年10月30日（951年12月1日），能宣奉村上天皇之命在設立於昭陽舍內的和歌所處，作為寄人與元輔、源順等人一同編著《後撰和歌集》以及替《萬葉集》加上漢文訓讀，即所謂的梨壺五人。天德4年（960年），他參加了由村上天皇舉辦的天德內裏歌合，安和元年（968年）和天祿元年（970）則先後在由冷泉天皇和圓融天皇舉辦的大嘗會中獻上了屏風歌。此外，他也參加了在天祿4年（973年）5月21日舉行的圓融院和資子內親王亂碁歌合、貞元2年8月16日（977年10月1日）舉行的三條左大臣前栽合（又稱三條左大臣家歌合）、寬和2年（987年）6月舉行的內裏歌合和同年7月舉行的東三條院瞿麥合（又稱皇太后宮歌合、皇太后詮子瞿麥合）等歌合。
另外，能宣也有不少作品為賀歌和屏風歌，例如安和2年（969年）的小野宮實賴的七十賀（又稱太政大臣實賴七十賀）屏風歌、一條太政大臣伊尹家障子歌和永延2年（988年）3月的東三條關白家兼家的六十賀（又稱攝政兼家的六十賀）屏風歌等等，此外按《袋草紙》記載，他在慶祝敦實親王的子之日時，寫下了一首和歌（《拾遺和歌集》入集歌，《新編國歌大觀》編號24），獲得讚賞之餘，更獲賜衣裳作為俸祿，他在其父賴基面前再次詠唱了這首和歌，其父卻以枕頭毆打能宣，嚴斥道如此佳作你怎麼不留到他日獲准昇殿參加天皇的子之日時才披露呢？，《前賢故實》則記載為賴基將枕頭擲向能宣，能宣最終落荒而逃。

## 百人一首
- 《小倉擬百人一首》
大中臣能宣朝臣（日语：朝臣） 神谷仁右衛門
- 《百人一首內 大中臣能宣朝臣》

《百人一首》的入選作是：
| 《新編國歌大觀》版本 | 全日本歌牌協會版本 | 嵯峨嵐山文華館版本 | 中譯                                        |
| -------------------- | ------------------ | ------------------ | ------------------------------------------- |
|                      |                    |                    | 衛士焚篝火 晨宵滅復燃 相思魂杳杳 長夜摧心肝 |

這首和歌收錄於《詞花和歌集》卷第七「戀上」，《新編國歌大觀》編號是225，詞書是「題不知」（題しらず）。按《改觀抄》和《百首異見》記載，此歌很可能是源自於《古今和歌六帖》的一首作品（《新編國歌大觀》編號781），《能宣集》、《拾遺集》和藤原公任的《三十六人撰》本身也沒有收錄此歌，加上《村上御集》（《新編國歌大觀》編號49）和《和漢朗詠集》（《新編國歌大觀》編號526）也有類似的和歌，因此通說基本認定此歌並非出自於能宣手筆，而《詞花集》以至藤原俊成的《古三十六人歌合》也誤將此歌當成是其作品，同樣情況也見於藤原兼輔與源重之的百人一首入選作，井上宗雄認為此歌有別於能宣的歌風，對於其是能宣作品的說法亦抱有懷疑，而藤原定家則繼承其父的說法，視此歌為能宣的作品，將其採錄至《八代抄》和《八代集秀逸》，定家以此為本歌取的作品則收錄於其家集《拾遺愚草》（《新編國歌大觀》編號1152），加上後鳥羽院也將此歌採錄至《時代不同歌合》和《別本八代集秀逸》，可見當時此歌的評價甚高。另一方面，藤原公任本身則視《拾遺和歌集》入集歌（《新編國歌大觀》編號24）為能宣的代表作，《拾遺抄》、《前十五番歌合》、《三十六人撰》、《金玉集》、《深窓秘抄》、《和漢朗詠集》和《八代抄》也採錄了此歌。
- 《小倉百人一首》
大中臣能宣朝臣
菱川師宣繪本
- 《小倉百人一首》
大中臣能宣朝臣
歌牌

首句意思是御垣守，指把守皇居各處大門的士兵。第二句意思是衛士點燃篝火，衛士是指指從日本各地前來交接把守大門的士兵，隸屬於衛門府，在晚上點燃篝火是其職責之一，第二句為止採用了序詞手法。第三句和第四句，同時連接上句的篝火和下句對戀愛的苦惱，篝火只需要在晚上點燃，午間則不用，熾烈的愛火在晚上燃燒起來，午間則為愛情而胡思亂想，意志消沉，晚上與午間形成對比，則是表示反復、持續，表示永遠都保持著這種狀態。本身是《詞花集》、《八代抄》、《百人一首》堯孝本、兼載本、《應永抄》和《百人秀歌》等以前的手抄本和古注的寫法，為家本、《宗祇抄》、《師說抄》、《三奧抄》、《改觀抄》和《新抄》等活字印刷版則寫作。末句意思是為愛情而胡思亂想，為係結。

## 家集

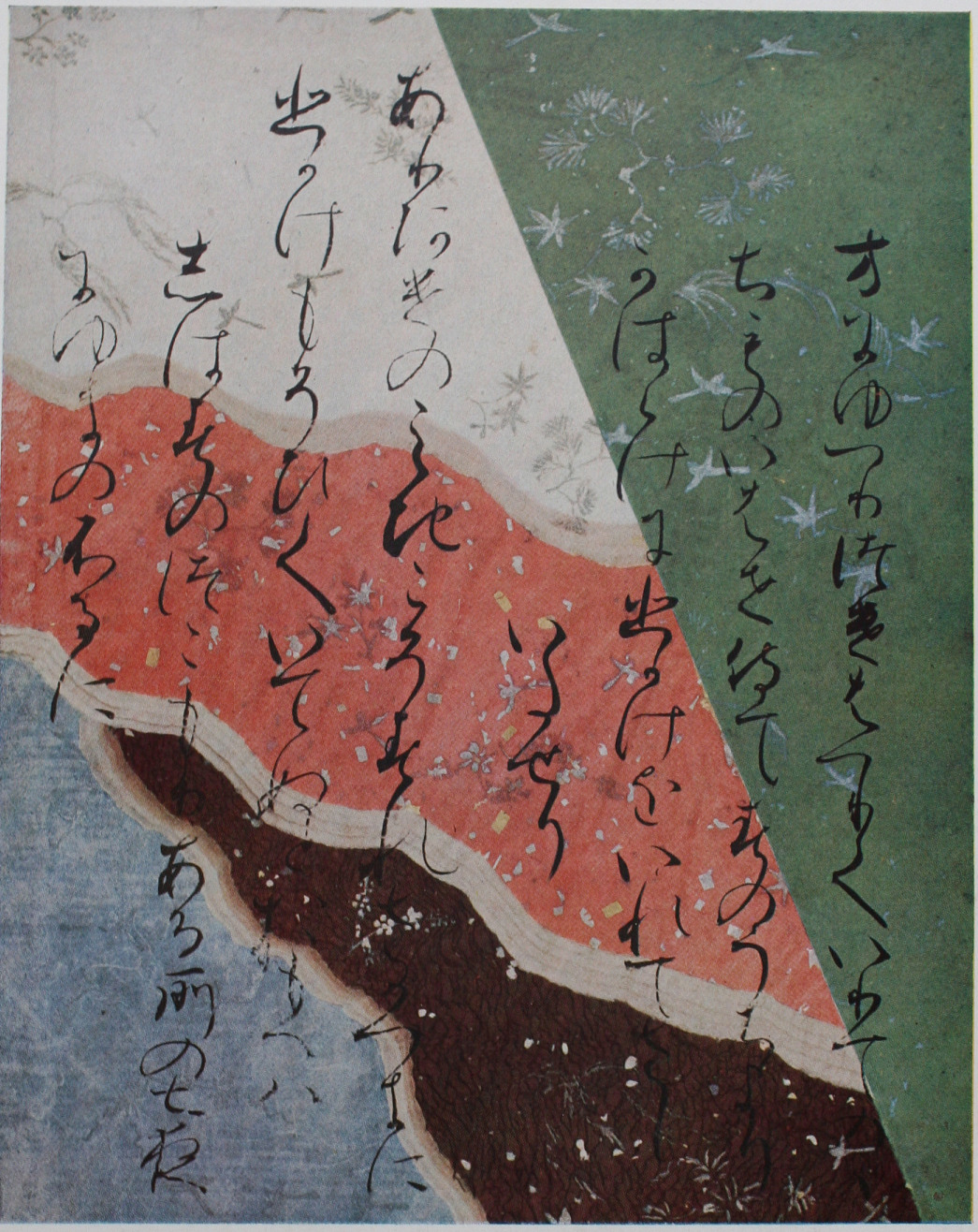
西本願寺本《能宣集》

能宣的家集是《能宣集》，又稱為《大中臣能宣朝臣集》，由能宣本人寫成，三十六人集之一。家集總共分為三種，首先是西本願寺本三十六人家集本系統，分為上下兩冊，共6卷，根據其序文記載，此家集曾經獻給花山天皇，反映其成書於花山天皇在位的永觀2年（984年）8月至寬和2年（987年）6月之間，不過由於家集同時收錄了永延2年（988年）3月藤原兼家六十賀時的作品，因此能宣在獻上家集之後仍然持續增補和歌至家集內直到死去為止，收錄歌數為485首，其中包括兩首長歌，屏風歌、障子歌和產養歌等賀歌以及歌合歌佔了其中的一半，另一半則是與日常生活相關的和歌，例如戀愛、交友、離別和哀傷等等，與同時期的清原元輔、源順和平兼盛等人相比，懷才不遇的作品較少，結構上大致按創作年份順序來排列。其次是宮內廳書陵部藏三十六人集，為一冊長24厘米，寬17.6厘米的列帖裝，一面十行，和歌則以一首兩行的形式寫成，成書於江戶時代初期，繼承了獻給圓融天皇的家集版本，根據西本願本的的序文推測，該版本成書於永觀2年8月27日（984年9月24日）之前，收錄歌數為362首，其中有70首和歌沒有收錄於西本願寺本，結構上相對地雜亂無章。最後的正保版歌仙家集本系統為家集的通行本，群書類從本也屬於此系統，收錄歌數為80首，與西本願寺本相比和歌排序完全不同，也收錄了部分西本願寺本沒有的作品，與書陵部本的前半部分幾乎完全一致，推測歌仙家集本是在中世時從書陵部本分拆出來，兩者比較下，群書類從本收錄了9首書陵部本沒有的和歌，與此同時書陵部本的第35首和歌之後有六行空白的部分，群書類從本的第33首至第34首剛好足夠彌補這處空缺。底本方面，《桂宮本叢書》以書陵部本為底本，《新編國歌大觀》分別以西本願寺本和書陵部本為底本，《私家集大成》則同時採納了三個版本。

### 註解
1. ↑  關於能宣就任神祇大祐和神祇權少副的日期，《中臣氏系圖》分別記載為天德3年（959年）正月和應和3年（963年）9月，《三十六人歌仙傳》則記載為天德4年（960年）正月和應和2年（962年）[4]。
2. ↑  關於能宣的叙爵日期，《中臣氏系圖》記載為天祿元年（970年）11月，《三十六人歌仙傳》記載為天祿元年10月20日（970年11月21日）[4]。
3. ↑  陰曆11月1日剛好是冬至的話稱為朔旦冬至[5]。
4. ↑  關於能宣的升正五位下的日期，《中臣氏系圖》記載為貞元2年8月1日（977年9月16日），《三十六人歌仙傳》則記載為貞元2年8月2日（977年9月17日）[4]。
5. ↑  關於能宣的升從四位下的日期，《中臣氏系圖》記載為永觀2年（984年）11月，《三十六人歌仙傳》則記載為永觀2年10月11日（984年11月6日）[4]。
6. ↑  關於能宣的升正四位下的日期，《中臣氏系圖》記載為寬和2年（984年）11月，《三十六人歌仙傳》則記載為寬和2年10月18日（986年11月22日）[4]。
7. ↑  亂碁是指以手指拿起圍棋，以拿到的棋子數目來分出勝負的遊戲[14]。此歌合又名為圓融院扇合，源於將參加者的亂碁勝敗情況的和歌寫在扇上而得名，本身並非扇合[15]。
8. ↑  前栽合是指將參加者分成左右兩邊，以各自創作的前栽以及和歌來分出勝負的歌合[17]。
9. ↑  瞿麥合又稱撫子合，是指將參加者分成左右兩邊，以各自的撫子（瞿麥）以及和歌來分出勝負的歌合[19][20]。
10. ↑  賀歌是指在喜慶時用於祝賀的和歌，同時是和歌集的其中一種分類[21]。
11. ↑  子之日的意思是子日，尤其指正月最初的子日[23]。
12. ↑  詞書是指該和歌的主題和寫作動機等相關事宜[30]，題不知則是指相關事宜不明，亦有可能是因為沒有記錄的價值而省略掉[31]。
13. ↑  產養是指在中古（日语：中古 (時代区分)）時，人們祈求小孩將來幸福快樂和產婦安全無事的一種儀式[39]。
14. ↑  村瀨敏夫（日语：村瀬敏夫）在《私家集大成》指是一首[40]，而在《新編國歌大歌》中則稱是9首[41]。

## 外部連結
- . 國際日本文化研究中心和歌數據庫 （日语）.